# Acción publiciana
La acción publiciana (en latín: actio publiciana) es una acción del Derecho romano, una actio utilis ficticia in rem otorgada por el pretor Publicio en el 67 a. C. para proteger la posición de aquellos que, habiendo adquirido y siendo poseedores de buena fe (en la condición de in bonis habere) y cum iusta causa, se hayan visto despojados de la posesión por terceros antes de haber podido adquirir la propiedad según los términos de la usucapión.
Se pidió al juez que dictaminara como si los términos de la usucapión ya hubieran expirado y el actor ya fuera el propietario. Se daba el caso que por la posesión de la cosa surgió un conflicto entre el propietario civil y el propietario ad usucapionem. En la acción publiciana, el propietario quiritario habría objetado la exceptio iusti dominii ante el caso de un poseedor ad usucapionem cuya posesión había sido transmitida a non domino.
Si, por el contrario, el propietario y el vendedor coincidieran, la reclamación del propietario se habría considerado fraudulenta y habría sido rechazada en la replicatio doli del comprador. En la circunstancia de que el dominus-vendedor reclamara personalmente la cosa (tal vez después de una simple traditio de res mancipi, por la que no habría transmitido la propiedad y sí la posesión), el comprador se habría opuesto con la 'exceptio rei venditae ac traditae para ser absuelto.
Es una acción ficticia (es decir, una ficción jurídica) y se usa cuando el in bonis habere (poseedor de buena fe) ya no tiene posesión de la cosa y debe recuperarla; entonces el pretor instruye al juez para que juzgue como si el plazo de usucapión ya hubiera pasado. El propietario ejerce entonces la reclamación contra el tercer propietario, pero luego, con la acción publiciana, el in bonis habere00 se hace con la propiedad.
En la actualidad la llamada acción publiciana puede definirse como una clase de juicio declarativo, dirigido a determinar quien de entre varias personas tiene un verdadero derecho a poseer un bien.